# Кортіно
Кортіно (італ. Cortino) — муніципалітет в Італії, у регіоні Абруццо,  провінція Терамо.
Кортіно розташоване на відстані близько 125 км на північний схід від Рима, 33 км на північний схід від Л'Аквіли, 15 км на захід від Терамо.

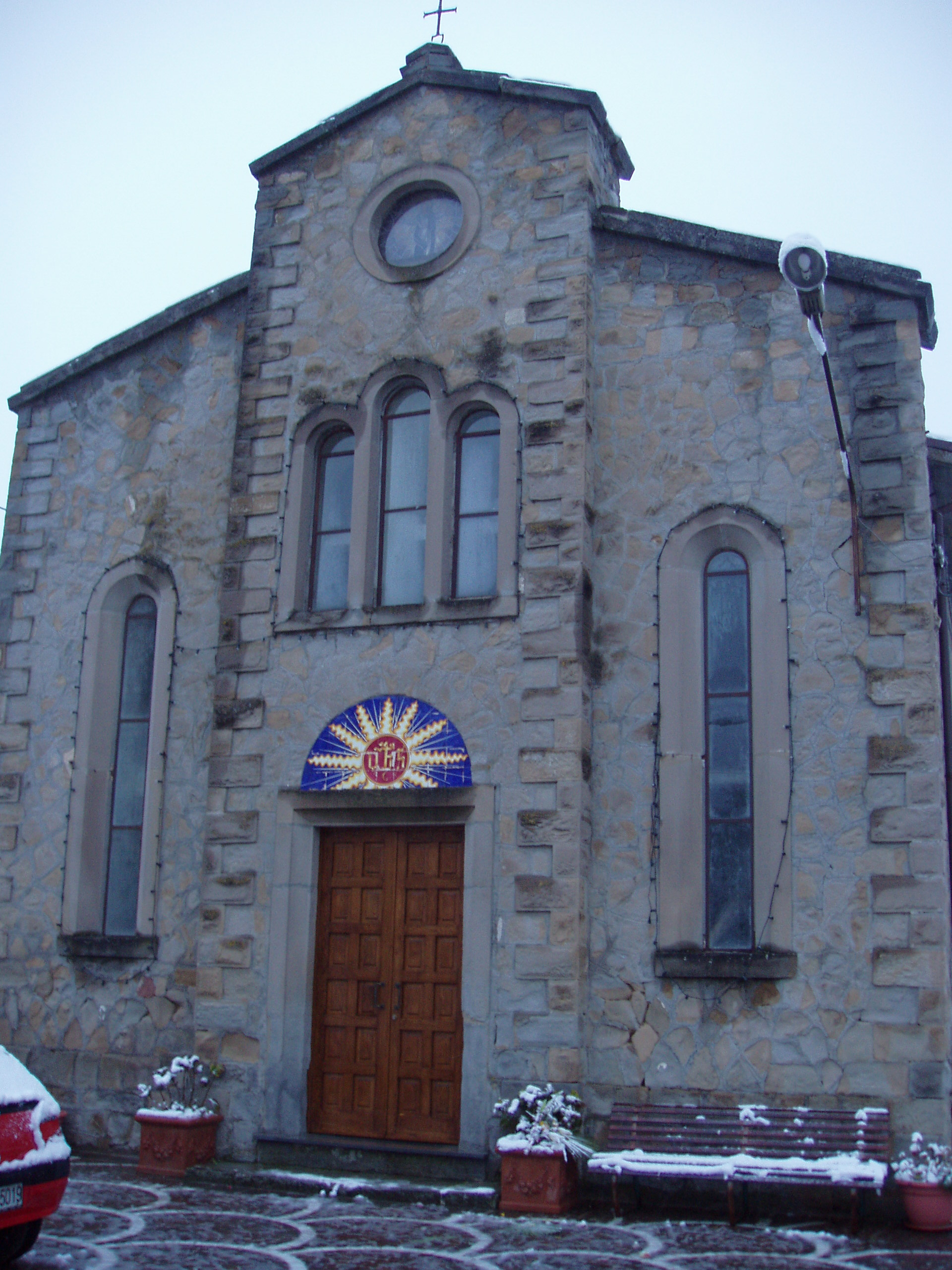

Населення — 652 особи (2014).

## Демографія
Населення за роками:

Станом на 1 січня 2023 року в муніципалітеті офіційно проживали 33 іноземці з 5 країн, серед них 28 громадян країн Євросоюзу.

## Сусідні муніципалітети
- Аматриче
- Кроньялето
- Монторіо-аль-Вомано
- Рокка-Санта-Марія
- Терамо
- Торричелла-Сікура